# Hwang Jae-won
Hwang Jae-won (황재원?, 黃載元?; 13 aprile 1981) è un calciatore sudcoreano, difensore del Pohang Steelers, squadra di cui è il capitano.

## Carriera
Con la maglia del Pohang Steelers ha vinto l'edizione 2009 della AFC Champions League.
Nello stesso anno ha disputato il Mondiale per club, competizione in cui ha giocato due partite.